# Stylidium exiguum
Stylidium exiguum este o specie de plante dicotiledonate din genul Stylidium, familia Stylidiaceae, ordinul Asterales, descrisă de Anthony R. Bean. Conform Catalogue of Life specia Stylidium exiguum nu are subspecii cunoscute.